# Léonore Moncond'huy
Léonore Moncond'huy, née le 3 avril 1990 à Paris, est une directrice de projet et personnalité politique, membre des Écologistes. Conseillère régionale de la région Nouvelle-Aquitaine en décembre 2015, elle est élue maire de la ville de Poitiers en juillet 2020, c'est la première femme à occuper ce poste.

## Situation personnelle

### Naissance et formation
Léonore Michelle Aurélie Moncond'huy est fille d'universitaires. Dominique Moncond'huy, son père, est professeur de littérature française du XVIIe siècle à l'université de Poitiers. Léonore Moncond'huy naît à Paris. Elle grandit et entame sa scolarité à Poitiers. Après l'obtention d'un baccalauréat littéraire au lycée Victor-Hugo de Poitiers et avoir suivi une année de classes préparatoires littéraires (hypokhâgne) au lycée du même nom de Paris, elle suit une licence en lettres et science politique à l'université de Poitiers de 2008 à 2011, puis un master en affaires publiques à l'Institut d'études politiques de Paris en 2013. Elle se spécialise dans les politiques éducatives internationales en validant, en 2015, un second master en coopération internationale en éducation et formation à l'université Paris-Descartes, pour lequel elle effectue un stage de fin d'études à l'Agence du service civique.
Au cours de ses années d'études, Léonore Moncond'huy s'implique dans le monde éducatif, où elle est notamment élue au sein de plusieurs conseils d'administration d'établissements scolaires.
Elle prend part au monde associatif et citoyen, elle est élue au conseil communal des jeunes, puis au bureau des jeunes de Poitiers. Membre du mouvement de scoutisme d'obédience protestante des Éclaireuses et Éclaireurs unionistes de France depuis l’âge de 11 ans, elle s’y engage à 18 ans en tant qu’animatrice, directrice, formatrice, avant d’occuper des fonctions de trésorière régionale et d’administratrice,.

## Carrière politique

### Entrée à Europe Écologie Les Verts
Lors des élections municipales de 2014, elle est salariée au service de la liste plurielle « Osons Poitiers », qui se présente à Poitiers. Elle adhère à Europe Écologie Les Verts, lors des élections régionales en 2015. En mai 2015, elle est tête de liste du parti dans le département de la Vienne pour les élections régionales en Nouvelle-Aquitaine. Elle remporte les élections en ayant fusionné avec la liste Parti socialiste–Parti radical de gauche conduite par Alain Rousset,. Au sein du conseil régional, elle est déléguée à la vie associative et au volontariat, et elle copréside le groupe Écologiste et Citoyen.

### Élections législatives de 2017
En juin 2017, elle est suppléante du candidat « Avenir Collectif » pour les élections législatives de la deuxième circonscription de la Vienne. Le candidat LREM Sacha Houlié remporte l'élection.

### Maire de Poitiers

#### Élection
Le 28 juin 2020, Léonore Moncond'huy remporte les élections municipales à Poitiers avec sa liste citoyenne Poitiers Collectif soutenue par Europe Écologie Les Verts, le Parti communiste français, Génération.s, Nouvelle Donne et Génération écologie, face au maire sortant Alain Claeys. Son élection met fin à quarante-trois ans de gouvernance socialiste,,. Le 3 juillet 2020, Léonore Moncond'huy devient la première maire de Poitiers. Pour se consacrer à son nouveau mandat, elle démissionne de ses fonctions de conseillère régionale le 6 octobre 2020. Sa première décision lors du premier conseil municipal, est de proposer la baisse des indemnités de maire d'un tiers, soit environ 1 500 euros.

#### Education et éducation populaire
Les principales actions mises en œuvre par Léonore Moncond'huy et soulignées par les commentateurs concernent souvent l'éducation et l'éducation populaire.
Dès l'été 2020 elle crée ainsi le programme "Vacances pour toutes et tous", bénéficiant à plus de 12 600 enfants ou adultes durant ses trois premières années de fonctionnement. En 2024, le dispositif s'élargit et permet aux personnes âgées de 62 ans et plus de bénéficier aussi de sorties et de courts séjours. En 2025, près de 20 000 personnes ont pu bénéficier du dispositif.
Elle est également à l'origine de l'organisation des Rencontres nationales de l'éducation populaire, en 2022 puis en 2024.
Dans la même perspective, le journal en ligne Reporterre souligne aussi que la maire de Poitiers « met l’accent sur l’adaptation des équipements éducatifs au dérèglement du climat : cours d’école végétalisées et bâtiments scolaires à énergie positive. L’assiette des écoliers est également au cœur des politiques écologistes. »
Cette priorité donnée à l'éducation et à l'éducation populaire se retrouve dans les débats budgétaires lors des séances du conseil municipal. Lors du conseil municipal de février 2021, la majorité municipale annonce son souhait d'augmenter fortement les investissements au nom des générations futures, pour les protéger en adaptant la ville au changement climatique (« Malgré le fait que le changement climatique soit inéluctable, nous devons faire en sorte que ce ne soit pas une catastrophe pour les jeunes générations. »), tandis que les oppositions utilisent également l'argument des générations futures, en expliquant qu'il ne faut pas endetter la ville (« Vous diminuez les capacités d’autofinancement de nos projets d’investissement et vous choisissez d’endetter les générations futures. »). Cette première passe d'armes sur les générations futures est soulignée par la presse locale : « La référence aux « générations futures » conduit même la maire, Léonore Moncond’huy, à hausser le ton ».

#### Subventions publiques aux aéro-clubs
C'est dans ce contexte de débat budgétaire en lien avec les générations futures que survient une polémique sur les subventions publiques allouées aux aéro-clubs de Poitiers. Lors du conseil municipal suivant de mars 2021, une conseillère municipale du groupe LREM met à nouveau en avant les générations futures en évoquant le bonheur dont les enfants avaient bénéficié quelques années plus tôt avec le programme « Rêves de gosse » pour contester le retrait de ces subventions. Léonore Moncond'huy répond alors que « L'aérien, c'est triste, mais ne doit plus faire partie des rêves d'enfant aujourd'hui ».
Cette réponse a soulevé de nombreuses réactions de plusieurs responsables politiques de tous bords, notamment de la part de Marine Le Pen, Éric Ciotti, Geneviève Darrieussecq ou Jean-Luc Mélenchon. Jean-Baptiste Djebbari, ministre délégué chargé des Transports, estime que cette décision relève d'« élucubrations autoritaires et moribondes ». Il annonce son intention de remettre la Légion d’honneur ou l'ordre national du Mérite aux présidents des deux aéroclubs. À la suite de ces échanges, Léonore Moncond'huy maintient que, selon elle, le soutien aux sports mécaniques doit être revu dans une logique écologique, tout en assurant que l’action générale de la ville mène vers un « projet global et cohérent pour que chaque enfant puisse avoir accès à un avenir désirable, souriant mais responsable à la fois ».
Les échanges avec les deux aéro-clubs se sont poursuivis, jusqu'à l'acquisition en 2024 d'un premier avion électrique subventionné notamment par la mairie et la communauté urbaine de Grand Poitiers, afin d'accompagner l'évolution de leurs pratiques et leur transition écologique.

#### Politique municipale
Elle entretient cependant des rapports difficiles avec la préfecture de la Vienne de 2022 à 2024, quand le Préfet de la Vienne était Jean-Marie Girier. Ces relations difficiles ont, selon l'élue, constitué « parfois un frein à notre action. »
En 2025, elle bénéficie de 68 % d'opinions positives sur la politique exercée lors de son premier mandat et annonce être candidate aux élections municipales de 2026 pour un second mandat.

#### Congé maternité (2024)
En février 2024, Léonore Moncond'huy annonce prendre huit semaines de congé de maternité (le minimum légal en France) du 15 mars au 15 mai, période durant laquelle ses fonctions doivent être assurées par sa première adjointe. Aucune disposition spécifique n'existant pour les élus, elle doit suivre la prise en charge des travailleurs salariés et est obligée de s'arrêter. Pendant son congé, ses indemnités sont suspendues alors qu'aucun mécanisme de compensation de la perte de revenus n'existe pour les maires et autres élus en France. Selon elle, cette situation « est susceptible de constituer un frein réel à l’engagement et au renouvellement des élues et élus de la République » et elle soutient « le droit au congé maternité et au maintien du niveau de revenu pour l’ensemble des élues et élus exerçant un mandat à temps plein ». Concernant son remplacement, il est assuré par sa première adjointe et son deuxième adjoint après le refus de l'employeur de la première adjointe de libérer celle-ci à temps plein pour assurer son mandat.
Une proposition de loi transpartisane sur le sujet, portée par les députés Violette Spillebout et Sébastien Jumel, est mise en préparation à l'Assemblée nationale.
Elle donne naissance à son premier enfant, le jour de son anniversaire, un petit garçon prénommé Émile.

### Autres représentations
Léonore Moncond’huy est vice-présidente, chargée du climat, de l’association Cités unies France. À ce titre, elle représente en 2021 les collectivités françaises et internationales lors de la 26e Conférence des parties (COP 26), à Glasgow.
Elle participe également aux travaux de l’Association des maires de France et de France urbaine, s’investissant en particulier dans les enjeux éducatifs.

## Résultats électoraux

### Élections régionales
| Année | Parti | Parti | Région                      | %        | %       | Issue |
| Année | Parti | Parti | Région                      | 1er tour | 2d tour | Issue |
| ----- | ----- | ----- | --------------------------- | -------- | ------- | ----- |
| 2015  |       | EÉLV  | Nouvelle-Aquitaine (Vienne) | 7,37     | 42,26   | Élue  |

### Élections municipales
Les résultats ci-dessous concernent uniquement les élections où elle est tête de liste.
| Année | Parti | Parti | Commune  | %        | %       | Sièges obtenus |
| Année | Parti | Parti | Commune  | 1er tour | 2d tour | Sièges obtenus |
| ----- | ----- | ----- | -------- | -------- | ------- | -------------- |
| 2020  |       | EÉLV  | Poitiers | 23,89    | 42,83   | 38 / 53        |

## Publication
- Le service civique, dernier rempart de la République ?, Neuilly-sur-Seine, Atlande, coll. « Coup de gueule et engagement », 2017, 221 p. (ISBN 978-2-35030-419-9)[36].